# Kinh tế
Kinh tế (Tiếng Anh: economy) là một lĩnh vực sản xuất, phân phối và thương mại, cũng như tiêu dùng hàng hóa và dịch vụ. Tổng thể, nó được định nghĩa là một lĩnh vực xã hội tập trung vào các hoạt động, tranh luận và các biểu hiện vật chất gắn liền với việc sản xuất, sử dụng và quản lý các nguồn tài nguyên khan hiếm. Một nền kinh tế là một tập hợp các quá trình liên quan đến văn hóa, giá trị, giáo dục, phát triển công nghệ, lịch sử, tổ chức xã hội, cấu trúc chính trị, hệ thống luật pháp và tài nguyên thiên nhiên làm các yếu tố chính. Những yếu tố này cung cấp bối cảnh, nội dung và thiết lập các điều kiện và thông số mà một nền kinh tế vận hành. Nói cách khác, lĩnh vực kinh tế là một lĩnh vực xã hội bao gồm các hoạt động và giao dịch của con người có liên quan với nhau mà không đứng riêng lẻ.
Các tác nhân kinh tế có thể là cá nhân, doanh nghiệp, tổ chức hoặc chính phủ. Các giao dịch kinh tế xảy ra khi hai nhóm hoặc các bên đồng ý với nhau về giá trị hoặc giá cả của hàng hóa hoặc dịch vụ được giao dịch, thường được biểu thị bằng một loại tiền tệ nhất định. Tuy nhiên, các giao dịch tiền tệ chỉ chiếm một phần nhỏ trong lĩnh vực kinh tế.
Hoạt động kinh tế được thúc đẩy bởi sản xuất sử dụng tài nguyên thiên nhiên, lao động và vốn. Nó đã thay đổi theo thời gian do công nghệ, sự đổi mới (sản phẩm, dịch vụ, quy trình mới, mở rộng thị trường, đa dạng hóa thị trường, thị trường ngách, tăng chức năng doanh thu) chẳng hạn như sản xuất tài sản trí tuệ và thay đổi trong quan hệ lao động (đáng chú ý nhất là lao động trẻ em được thay thế ở một số nơi trên thế giới với khả năng tiếp cận giáo dục phổ thông).

## Từ nguyên
Từ kinh tế (economy) trong tiếng Anh có nguồn gốc từ yconomie của tiếng Pháp trung đại, bản thân từ này có nguồn gốc từ oeconomia của tiếng Latinh Trung Cổ. Từ Latinh lại có nguồn gốc từ oikonomia hoặc oikonomos của tiếng Hy Lạp cổ đại. Phần đầu tiên của từ oikos có nghĩa là "ngôi nhà", và phần thứ hai nemein có nghĩa là "quản lý".
Nghĩa hiện tại được sử dụng thường xuyên nhất, mang nghĩa là "hệ thống kinh tế của một quốc gia hoặc một khu vực", dường như chưa được sử dụng phổ biến cho đến những năm 1650.

### Nguồn gốc đầu tiên

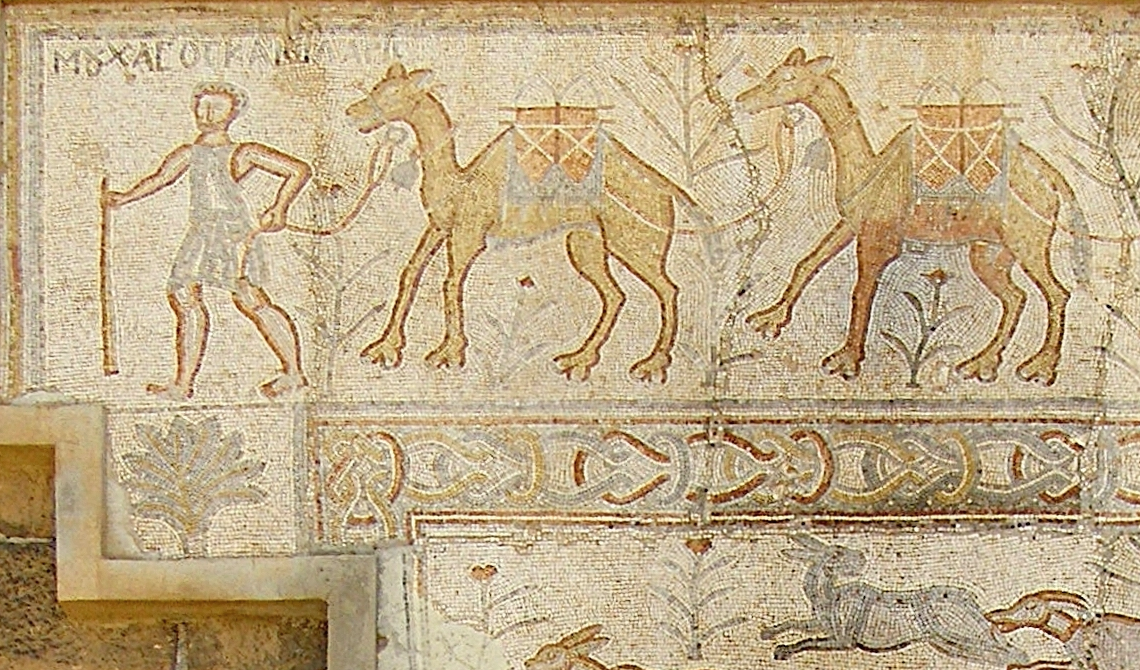
Tranh khảm của La Mã cổ đại từ Bosra, mô tả một thương nhân dẫn lạc đà qua sa mạc

### Thế kỷ 21

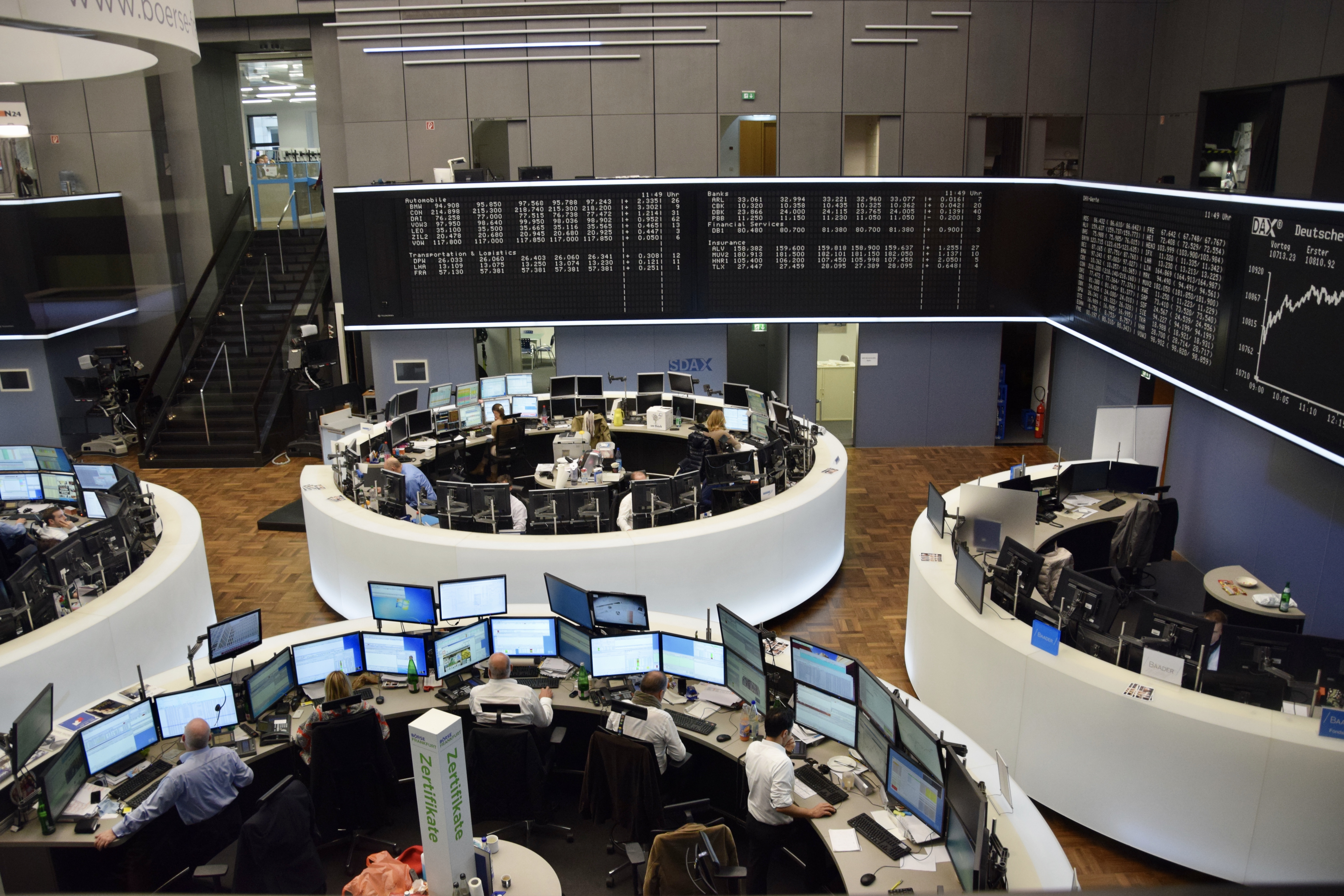
Sở giao dịch chứng khoán Frankfurt năm 2015

## Lịch sử